# 笠原盛泰
笠原 盛泰（かさはら もりやす、1959年7月5日 - ）は、日本の実業家、まちおこし活動家、マルチプロデューサー。
株式会社ハクヨコーポレーション代表取締役、アイレクススポーツライフ株式会社代表取締役、オレンジセオリー・ジャパン株式会社代表取締役会長、クリエイティブ スパーク株式会社代表取締役、グルーヴコミュニケーション株式会社代表取締役、株式会社にぎわい総合研究所代表取締役。
上記6社の代表取締役と兼任して、日本フィットネス産業協会副会長、豊川商工会議所副会頭、豊川市観光協会副会長、豊川市体育協会副会長、ご当地グルメでまちおこし団体連絡協議会（愛Bリーグ）副会長、NPO法人みんなでいなり寿司で豊川市をもりあげ隊理事長を務める。

## 経歴
1959年（昭和34年）、東京都に生まれる。
東京都立小石川高等学校を経て、1984年（昭和59年）、明治大学商学部を卒業、学生時代には、明治大学DJ研究会のキャプテンとして、当時ブームとなった学生DJとして鎌倉、原宿などのミニFM局の運営とDJとして活動。ビクター音産の学生DJコンテストで準優勝、関東33大学放送関係サークル連合会のミミズク村の村長も務めた。同年に豊川市の木材業ハクヨグループに入社。
1986年新会社を設立し新規事業を開始。同市での複合商業施設アイレクステラスのプロデュースと経営を皮切りに、地方都市での成功事例を基に、複合商業施設やイベントの企画開発から運営管理まで行う事業開発プロデュース業務を行う。財務からクリエイティブまで理解する総合プロデューサーとして、10社の新会社の立ち上げと、小売、サービス業を中心に100店舗以上の開業を行い、現在、株式会社ハクヨプロデュースシステムを始め、6社の代表取締役として、全事業の黒字化と高収益化を実現している。
同時に、地域づくり、まちおこし事業にも積極的にかかわり、豊川商工会議所副会頭、穂の国青年会議所理事長、穂の国まちづくりネットワーク代表、豊川市市民と行政の協働推進会議会長などを始め、地域の市民活動の活性化、市民参加のまちづくり等多くの公職に就任し様々な活動に取り組んでいる。
また、豊川いなり寿司のブランド化を推進するため2009年「豊川いなり寿司で豊川市をもりあげ隊」を設立、様々なユニークな事業を創出し、その後NPO法人化させ理事長に就任。第8回ご当地グルメでまちおこしの祭典「B-1グランプリ in豊川」では、18万人のまちに58万人の集客があった大イベントを実行委員長として成功に導いた。その後食品メーカーなどとのタイアップを実現し、2017年12月25日には、「豊川いなり寿司」が経済産業省特許庁による地域団体商標の登録決定を受けた。これはＮＰＯ法人では県内初、いなり寿司では全国初の登録となる。
地域の起業家であり、マルチな総合プロデューサーとして、まちづくりと企業経営を同期させて活動を行なっている。

## 略歴
- 1959年(昭和34年)：東京都に生まれる。
- 1977年(昭和52年)：東京都立小石川高等学校を卒業[12]。
- 1970年(昭和45年)：明治大学商学部に入学。
- 1984年(昭和49年)：同学士を取得し卒業後、ハクヨグループへ入社する。
- 1986年(昭和51年)：新会社（社名）を設立し新規事業を開始。
- 1986年(昭和61年)：株式会社ハクヨ産業を設立し、代表取締役に就任[13]。新規事業を開始する
- 1987年(昭和62年)：複合医療ビル「ハクヨメディックス」をプロデュース[14]。
- 1989年(平成元年)：複合商業施設「アイレクステラス」をプロデュース。
- 1991年(平成3年)：渋谷「ビーム」のオープニングイベントをプロデュース。
- 1993年(平成5年)：株式会社ハクヨプロデュースシステムを設立し、代表取締役に就任する。
- 1997年(平成9年)：複合商業施設「アクロス豊川」をプロデュース。京都府日吉町「スプリングスひよし」をプロデュース。[15]
- 2000年(平成12年)：総合スポーツクラブ「アイレクススポーツクラブ豊田」をプロデュース。
- 2007年(平成18年)：総合スポーツクラブ「アイレクススポーツクラブGRANDE」をプロデュース。
- 2009年(平成21年)：M&Aにより広告企画制作会社、クリエイティブスパーク株式会社を子会社化し、代表取締役に就任。
- 2010年(平成21年)：グルーヴコミュニケーション株式会社を設立し、代表取締役に就任。ライブバー「gigabar TOKYO」をプロデュース。
- 2011年(平成23年)：まちづくりのコンサルティング会社、株式会社にぎわい総合研究所を設立し、代表取締役に就任する。
- 2013年(平成25年)：株式会社ハクヨ（現：株式会社ハクヨコーポレーション）の代表取締役に就任する。
- 2014年(平成26年)：株式会社物語コーポレーションの取締役に就任する。[16][17]

- 2015年(平成27年)：豊川市民病院跡地に、複合施設「マチニワとよかわ」をプロデュース。
- 2016年(平成28年)：米国フィットネススタジオ「オレンジセオリー・フィットネス」の日本FC展開のため、オレンジセオリー・ジャパン株式会社を設立。代表取締役会長に就任する。[18][19]
- 2017年(平成29年)：ハクヨプロデュースシステムを分社化。アイレクススポーツライフ株式会社の代表取締役に就任。

## 著書
- B-1グランプリin豊川の軌跡と奇跡 ~18万人都市に58万人のイベントで何が起こったか?~（2014年、東海日日新聞社）

## 出演

### テレビ
2013年 
- 中京テレビ キャッチ（7月5日）
- CBCテレビ イッポウ（7月5日）
- 東海テレビ スーパーニュース（7月5日）
- メ〜テレ UP!（7月5日）
- メ〜テレ ドデスカ!タイムズ（7月6日）
- メ〜テレ ニュース（8月1日）
- CBCテレビ ゴゴスマ（8月1日）
- CBCテレビ イッポウ（8月1日）
- 中京テレビ news every（9月20日）
- CBCテレビ イッポウ（9月20日）
- メ〜テレ ドデスカ生放送（10月31日）
- 東海テレビ スイッチ（11月8日）
- 東海テレビ スタイル+（11月8日）

2014年
- 東海テレビ スイッチ（4月10日）
- 中京テレビ キャッチ（9月27日）

### ラジオ
2013年
- エフエム豊橋 豊川グッドチョイス（11月1日）
- ZIP-FM（11月8日）